# Dōjin
Dōjin (同人, dōjin), muitas vezes romanizado como doujin, é um termo geral japonês para um grupo de pessoas ou amigos que compartilham um interesse, atividade, passatempos ou realizações. Às vezes, a palavra é traduzida para o inglês como clique, fandom, coterie, sociedade ou círculo.
No Japão, o termo é usado para se referir a trabalhos publicados por amadores, incluindo, mas não se limitando a mangá, light novels, guias de fãs, coleções de arte, música e videogames. Alguns artistas profissionais fazem publicações desse tipo para fugir das publicações regulares da indústria e apresentar um papel mais pessoal e menos influenciado pela mídia.

## Sociedades literárias
Círculos literários apareceram pela primeira vez no período Meiji, quando grupos de escritores, poetas e romancistas com pensamento semelhante se reuniram e publicaram revistas literárias (muitas das quais ainda são publicadas até os dias atuais). Muitos escritores modernos no Japão vieram desses círculos literários. Um exemplo famoso é Ozaki Koyo, que liderou a sociedade Ken'yūsha de escritores literários que publicou pela primeira vez trabalhos coletados em forma de revista em 1885.

## Círculos de mangá
Depois da Segunda Guerra Mundial, o mangá dōjin ou  dōjinshi, o equivalente ao fanzine ocidental, começou a aparecer no Japão. Artistas de mangá como Shotaro Ishinomori (Kamen Rider, Cyborg 009) e Fujiko Fujio (Doraemon, Super Dínamo) formaram grupos dōjin como o Fujiko's New Manga Party (党 漫画 党 Shin Manga-to). Neste momento, os grupos de dōjin foram usados por artistas para fazer sua estreia profissional. Isso mudou nas próximas décadas com grupos de dōjin  formando clubes escolares e similares. Isso culminou em 1975 com o surgimento da Comiket ( portmanteau de Comic Market) em Tóquio.

## Dōjin na atualidade
Os ávidos fãs de dōjin participam de convenções regulares de dōjin, sendo que a maior delas é chamada de Comiket realizada no Verão e no Inverno no Tokyo Big Sight. Aqui, mais de 20 acres (81.000 m²) de materiais dōjin são comprados, vendidos e comercializados pelos participantes. Os criadores de dōjin que baseiam seus materiais nos trabalhos de outros criadores normalmente publicam em pequenos números para manter um perfil discreto de litígios. Isso Isso faz com que os produtos de talentosos criador e círculos se tornem uma cobiçada mercadoria, já rapidamente se esgotam.
Durante a última década, a prática de criação de dōjin expandiu-se significativamente, atraindo milhares de criadores e fãs. Avanços na tecnologia de publicação pessoal também alimentaram essa expansão, tornando mais fácil para os criadores de dōjins escrever, desenhar, promover, publicar e distribuir seus trabalhos.

## Percepção ocidental
Nas culturas ocidentais, o dōjin é frequentemente visto como derivativo do trabalho existente, análogo à fan fiction. Até certo ponto, isso é verdade: muitos dōjin são baseados em séries populares de mangás, animes ou videogames. No entanto, muitos dōjin consistindo de conteúdo original também existem. Entre as numerosas categorias dōjin, os dōjinshi (同人 誌) são os mais conhecidos fora do Japão, assim como dentro do Japão, onde os dōjinshi são, por tradição, os produtos dōjin mais populares e numerosos.

## Tipos
- Dōjinshi: mangá. Uma sub-categoria seria dōjin CG (同人CG dōjin shījī) para obras de computação gráfica.
- Dōjin soft/dōjin game (同人ソフト / 同人ゲーム, dōjin sofuto/dōjin gēmu): jogos, software
- Dōjin music (楽音楽, dōjin ongaku): música
- H dōjin (同人ッチ同人, etchi dōjin), ou ero dōjin (エロ同人), é uma forma de dōjin que é sexualmente explícita por natureza.